# Tuna kyrkby
Tuna kyrkby är kyrkby i Tuna socken i Vimmerby kommun i Kalmar län.
Tuna är en by kring Tuna kyrka där även släkten Hammarskölds släktgods Tuna gård återfinns.
En dryg kilometer väster om kyrkbyn ligger tätorten Tuna.